# Tchiatoura (municipalité)
La municipalité de Tchiatoura (en géorgien : ჭიათურის მუნიციპალიტეტი) est un district de la région d'Iméréthie en Géorgie. Au recensement de 2014, Tchiatoura comptait 39 884 habitants.